# Kelurahan Cibadak (administrativ by i Indonesien, lat -6,90, long 106,79)
Kelurahan Cibadak är en administrativ by i Indonesien.   Den ligger i provinsen Jawa Barat, i den västra delen av landet, 80 km söder om huvudstaden Jakarta.